# Virtus Pallacanestro Bologna 1939-1940

## Roster
Virtus Bologna Sportiva
- Venzo Vannini (capitano)
- Renato Bernardi
- Pietro Bombardi
- Marino Calza
- Galeazzo Dondi Dall'Orologio
- Gianfranco Faccioli
- Gelsomino Girotti
- Giancarlo Marinelli
- Athos Paganelli
- Lino Rossetti

## Staff Tecnico
- Allenatore:  Vittorio Ugolini

## Risultati
- Serie A: 2ª classificata su 10 squadre (13-5)